# The Polish Observer
The Polish Observer – bezpłatny tygodnik polonijny w Wielkiej Brytanii, będący własnością włoskiego koncernu prasowego Stranieri in Italia, specjalizującego się w wydawaniu prasy dla imigrantów z całego świata, przebywających na terenie Unii Europejskiej (20 tytułów). 

## Historia
The Polish Observer powstał w 2007 roku, jako dodatek do dwutygodnika "Nasz Świat", i pozostawał nim do początku 2010 roku. Redaktorem naczelnym, w tym czasie była Anna Malczewska sprawująca jednocześnie funkcję redaktora naczelnego dwutygodnika "Nasz Świat". Pod koniec 2009 roku, kierownictwo koncernu zdecydowało, że "The Polish Observer" stanie się wydawnictwem samodzielnym i zostanie przekształcony w tygodnik. Przeprowadzenie tych zmian zlecono Januszowi Młynarskiemu, b. dziennikarzowi Gazety Wyborczej, oraz polonijnego tygodnika "Polish Express", który w połowie lutego 2010 r. objął funkcję redaktora naczelnego – od tego czasu TPO zaczął się ukazywać jako tygodnik.

## Profil
W „The Polish Observer” główny nacisk stawia się na aktualności dotyczące życia imigrantów, obywateli UE w Wielkiej Brytanii, informacji na temat Wspólnot, Stowarzyszeń Polonijnych, historie zwykłych ludzi oraz różnego rodzaje poradniki, czyli informacje praktyczne, które ułatwiają życie cudzoziemcom w Wielkiej Brytanii.